# Melanagromyza ruandae
Melanagromyza ruandae este o specie de muște din genul Melanagromyza, familia Agromyzidae, descrisă de Spencer în anul 1959. Conform Catalogue of Life specia Melanagromyza ruandae nu are subspecii cunoscute.